# Cyphanthera
Cyphanthera, biljni rod iz porodice pomoćnica smješten u tribus Anthocercideae. Sastoji se od 8 vrsta grmova i polugrmova iz Australije i Tasmanije.
Rod je opisan u Annals and Magazine of Natural History ser. 2. 11: 376. 1853.

## Vrste
1. Cyphanthera albicans (A.Cunn.) Miers
2. Cyphanthera anthocercidea (F.Muell.) Haegi
3. Cyphanthera microphylla Miers
4. Cyphanthera miersiana Haegi
5. Cyphanthera myosotidea (F.Muell.) Haegi
6. Cyphanthera racemosa (F.Muell.) Haegi
7. Cyphanthera scabrella (Benth.) Miers
8. Cyphanthera tasmanica Miers